# Бриджуотър (мост)
 Тази статия е за моста в Австралия.  За града в Англия вижте Бриджуотър.  
Мостът „Бриджуотър“ (на английски: Bridgewater Bridge) е пътно-железопътен подвижен мост над река Деруент, разположен в град Хобарт в Тасмания, Австралия.
Завършен е през 1946 година и свързва предградията Бриджуотър и Грантън. Средният отвор на моста се издига вертикално, което дава възможност за преминаване на по-големи плавателни съдове под него.